# Alfredo Tarre Murzi
Alfredo Tarre Murzi (Maracaibo, 25 de diciembre de 1919 - Caracas, 30 de mayo de 2002), fue un abogado, político, diplomático y periodista venezolano, conocido también por su seudónimo «Sanín». 

## Biografía
Hijo de Carlos Enrique Tarre Fossi y Alicia Murzi, estuvo casado con Mercedes Elena Briceño. Graduado de abogado en 1944 en la Universidad Central de Venezuela, se especializó en derecho social y del trabajo en la Universidad de Columbia, Estados Unidos (1949-1950) y en la Universidad de Ginebra, Suiza (1953-1955). Luego sería profesor de estas materias y de Derecho Internacional en la UCV y en la Universidad Católica Andrés Bello. Se desempeñó en la consultoría jurídica en diversas empresas privadas, además de funcionario de la Organización Internacional del Trabajo (OIT). Por el partido socialcristiano Copei fue diputado ante el Congreso Nacional en dos legislaturas (1946-1948/1964-1969), donde destacó en la presidencia de la Comisión de Política Exterior. Tarre Murzi fue un acérrimo crítico de Carlos Andrés Pérez y acuñó a mediados de los años setenta el término «Venezuela Saudita».
Al iniciar el primer mandato de Rafael Caldera encabezó el Ministerio del Trabajo (1969-1970), para luego estar al frente del Instituto de Cultura y Bellas Artes (INCIBA) entre 1971-1973, y la dirección de la editorial estatal Monte Ávila Editores. 
En el ámbito diplomático, en la presidencia constitucional de Rómulo Betancourt estuvo en Ginebra como delegado permanente en Naciones Unidas (1959-1963). En el periodo de Luis Herrera Campíns fue embajador ante la Unesco (1979-1983), perteneciendo a su Consejo Ejecutivo en el bienio 1981-1983.
Junto a su labor política y diplomática, ejerció el periodismo de opinión, publicando durante décadas en El Nacional, bajo el seudónimo «Sanín», la columna «Palco de sombra», asimismo de diversos ensayos de historia reciente y actualidad. Dirigió las revistas Panorama Nacional, Momento, Bohemia y Signo; y el diario Última Hora.   
Tarre Murzi es padre del autor de novela negra Marcos Tarre Briceño, así como de Maruja y Gustavo, quienes han sido diplomáticos y funcionarios de Estado.

## Obra

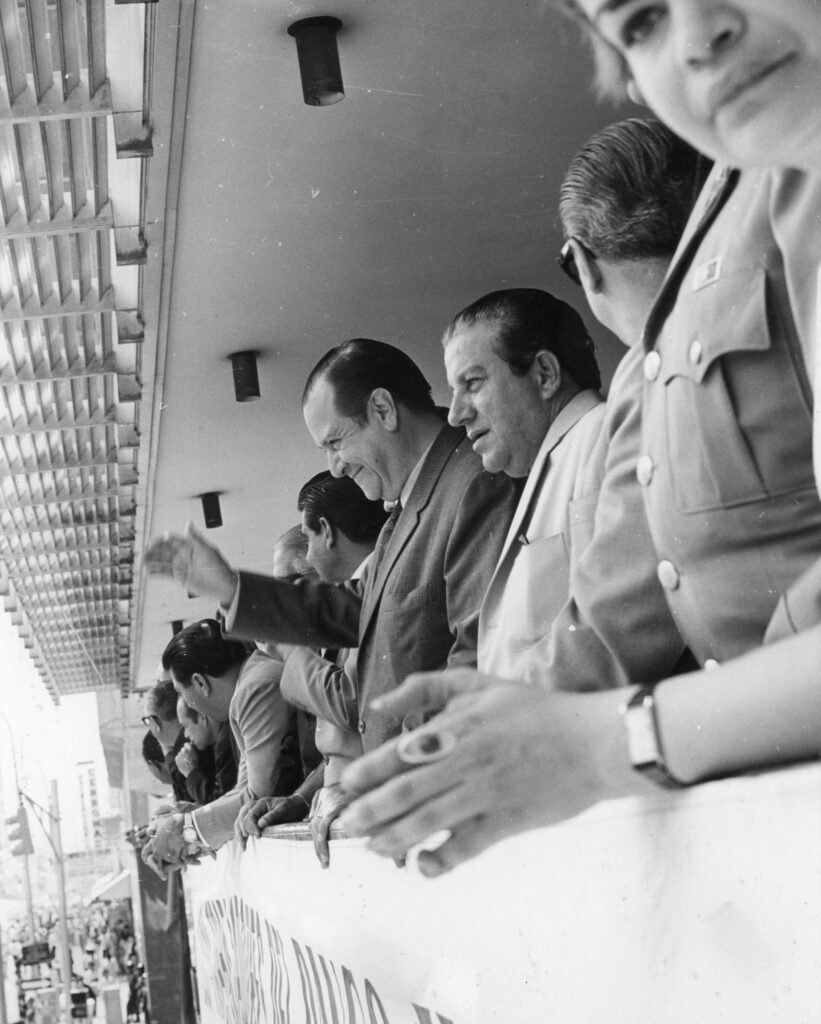
El ministro Tarre Murzi junto al presidente Rafael Caldera (quien saluda a la multitud) en el desfile del Día de los Trabajadores de 1969.

### Como Alfredo Tarre Murzi
- El trabajo  de los  menores  en América Latina (1953)
- Letras del camino (1959)
- La nueva  diplomacia (1963)
- La política laboral en Venezuela (1970)
- El Estado y la cultura (1972)
- Carlos Ramírez MacGregor, una vida consecuente (1976)
- Biografía de Maracaibo (1986)

### Como Sanín
- Democracia con Energía (1974)
- Gracias a tí (1975)
- Cuando el hombre no camina (1976)
- Venezuela Saudita (1978)
- López Contreras: de la tiranía a la libertad (1982)
- Los adecos en el poder (1983)
- Rómulo (1984)
- Los muertos de la deuda, o el final de la Venezuela Saudita (1989)